# Protelbella
Protelbella là một chi bướm ngày thuộc họ Bướm nâu.